# Игумнов, Анатолий Александрович
Анатолий Александрович Игумнов (29 июня 1946, Чебоксары, РСФСР, СССР — 6 декабря 2020) — российский муниципальный и государственный деятель. Лауреат Государственной премии Российской Федерации (1999). Глава горадминистрации, затем самоуправления  города Чебоксары (1995—2002).

## Биография

### Происхождение
Родился в июне 1946 года в Чебоксарах в семье рабочих. В раннем детстве осиротел, мечтал стать летчиком. 10 августа 1965 года был зачислен в Балашовское высшее военное авиационное училище лётчиков. Летал на самолетах L-29, Ил-14, Ан-24, Ан-26, Ли-2; общий налет около 4 000 часов. Со званием инженер-лейтенант в 1969 году начал военную карьеру в Закавказском военном округе.
С 1974 по 1994 годы служил на разных командных должностях на Украине. С 1974 по 1985 год служил на Украине командиром авиаэскадрильи, командиром авиачасти спецназначения. С 1985 по 1990 служил в отделе подготовки ВВС, командир специальной авиационной части, старший инспектор — летчик отдела боевой подготовки Военно-воздушных сил (Польша). С 1990 по 1994 год проходил службу в Киеве начальником центра автоматизированной системы управления воздушным движением Украины. В 1994 году уволен в звании полковника запаса по выслуге лет с налётом 28 лет.

### Работа в Чебоксарах
7 декабря 1994 года Анатолий Игумнов был принят на должность заместителя главы Чебоксарской городской администрации по организационной работе. Указом Президента Чувашской Республики от 23 мая 1995 года был назначен и. о. главы Чебоксарской горадминистрации. На выборах в декабре 1996 года был избран главой самоуправления города Чебоксары. 29 января 2001 года избран главой самоуправления на второй срок. С 2002 года руководил службой обеспечения ОАО ЧНППП «Элара».

### Работа в Рязани
В 2004 году Анатолий Игумнов уехал в Рязань в команде с чебоксарским юристом Андреем Чибисом, который принял участие в избирательной кампании кандидата на должность Губернатора Рязанской области Георгия Шпака в качестве юриста его избирательного штаба. После победы Георгия Шпака на выборах Анатолий Игумнов был назначен помощником губернатора Рязанской области по развитию города Рязани, а Андрей Чибис получил должность советника губернатора Рязанской области по юридическим вопросам.
Игумнов также был депутатом Рязанского горсовета. В 2005 году была начата политическая кампания по утверждению Анатолия Игумнова в должности мэра города Рязани, однако депутаты Городского совета Рязани отказались поддержать предлагаемую кандидатуру; при этом многие депутаты горсовета заявили об «угрозах» со стороны Чибиса за отказ поддержать Игумнова.
Работал директором Института развития регионов и членом Совета по жилищной политике при министре регионального развития РФ.

### С 2005
В 2005 году вернулся в Чебоксары, где участвовал в избирательной кампании в качестве кандидата на пост мэра Чебоксар. За месяц до дня выборов (16 октября 2005 года) снял свою кандидатуру. Через три недели Игумнова назначили заместителем министра градостроительства и развития общественной инфраструктуры Чувашии; в этой должности проработал до 2007 года. С 2007 по 2 февраля 2011 года работал генеральным директором ОАО «Авиалинии Чувашии»; с 2011 — заместителем генерального директора по связям с общественностью ОАО «Чебоксарские городские электрические сети».
Работал Государственным советником Чувашской Республики. Работал директором по капитальному строительству ООО Фирма «Старко» (Чебоксары). Являлся депутатом Чебоксарского горсобрания шестого созыва (2015−2020).
Умер 6 декабря 2020 года. 

## Память
Похоронен в зоне почётных захоронений Яушского кладбища города Чебоксары. В честь него в Чебоксарах названа строящиеяся магистраль в микрорайоне Новый город - улица Игумнова.

## Семья
Сын Игумнов Олег Анатольевич — генеральный директор Казенного предприятия Чувашской Республики «Аэропорт Чебоксары». Окончил Московскую финансово-юридическую академию; работал следователем в органах МВД и Следственного комитета России; работал адвокатом в городе Калининграде.

## Награды
- Орден Красной Звезды
- Орден «За службу Родине в Вооружённых Силах СССР» III степени
- Медаль «В ознаменование 100-летия со дня рождения Владимира Ильича Ленина»
- Медаль «Ветеран Вооружённых Сил СССР»
- Государственная премия Российской Федерации (1999) — за работу по возрождению исторической части Чебоксар
- Почётный работник горэлектротранспорта Российской Федерации — ведомственная награда Минтранса России
- Почётный строитель России (1997) — ведомственная награда Министерства строительства Российской Федерации
- Заслуженный строитель Чувашской Республики (1998)
- Медаль ордена «За заслуги перед Чувашской Республикой»
- Почётный гражданин города Чебоксары (2011)
- Орден святого благоверного князя Даниила Московского II степени — за результативную работу по возрождению храмов в Чебоксарах, награда РПЦ